# 2016年5月

## 5月1日
- 委內瑞拉把全國時間從UTC-4:30改為UTC-4。[1]
- 2016年麥克默里堡森林大火起火。[2]

## 5月2日
- 克雷格·史蒂芬·懷特公開宣稱自己是比特币的發明者中本聪。[3]
- 由於探測到引力波的蹤跡，LIGO計畫創始者朗納·德瑞福、基普·索恩、萊納·魏斯與1012位團隊同工榮獲基礎物理學特別突破獎與獎金3百萬美金。[4]

## 5月3日
- 中華民國行政院表示，災防告警細胞廣播訊息系統加入交通部中央氣象局的地震資訊，臺灣自即日起開始透過手機提供地震速報與地震報告的訊息。[5][6]

## 5月5日
- 在2016年英國地方選舉中，工黨候選人薩迪克·汗當選倫敦市長，是西方主要國家首都首位穆斯林市長[7]。
- 日前承認自己是比特幣發明者中本聰的克雷格·史蒂芬·懷特突然拒絕提供證明自己是中本聰的證據[8]。

## 5月6日
- 朝鮮勞動黨在平壤召開第七次黨代表大會，是自1980年舉行黨代表大會後再一次召開黨代表大會，但中國並未受邀與會[9]。
- 塞爾維亞大選結果公布，訴求加入歐盟的塞爾維亞進步黨聯盟得票率為48.25%，獲得國會131席(共250席)。[10]

## 5月8日
- 拜仁慕尼黑提前一輪奪2015年至2016年德国足球甲级联赛冠軍，同時亦是連續四年贏得此獎項。[11]
- 英國工黨政治家薩迪克·汗當選倫敦市長，成為主要西方國家首都歷來首位信奉回教的市長。[12]

## 5月9日
- 2016年菲律賓總統選舉進行投票。[13]
- 朝鲜劳动党第七次代表大会推举金正恩为朝鲜劳动党委员长，又选出金正恩、金永南、黄炳誓、朴凤柱、崔龙海五人为政治局常委。[14][15]
- 北韓當局突然關押在平壤採訪朝鮮勞動黨第七次代表大會的英國廣播公司記者傅東飛和採訪團隊人員，採訪團隊其後被驅逐出境[16]。

## 5月10日
- 2014年臺北捷運隨機殺人事件主犯鄭捷遭槍決伏法[17]。

## 5月11日
- 伊拉克巴格達什葉派聚居的萨德尔城發生汽車炸彈爆炸，至少64人喪生。同日，巴格達另有兩宗汽車炸彈爆炸，至少29人喪生。伊斯兰国聲稱該3宗襲擊是其所為。[18]

## 5月12日
- 巴西參議院大比數通過對總統迪爾瑪·羅塞夫的彈劾案，迪爾瑪·羅塞夫即時停職半年。[19]

## 5月13日
- 美國國防部公布《2016年中國軍力報告》，重申美國維持基於美中三個聯合公報和《臺灣關係法》的一個中國政策，支持在臺海兩岸人民能接受的方式、範圍和步驟之下和平解決兩岸議題，「反對臺海任何一方片面改變現狀，也不支持臺灣獨立」；這是繼2007年陳水扁政府力推入聯公投等舉動後，美國再次重申「不支持臺灣獨立」[20]。
- 委内瑞拉示威：委内瑞拉总统尼古拉斯·马杜罗宣布该国进入紧急状态，以应对欧佩克国家和美国政府企图推翻加拉加斯政府的企图[21]。

## 5月14日
- 在5月13日及14日，孟加拉国有超過50人被闪电擊中身亡。[22]
- 蟬聯西班牙足球甲级联赛冠軍，為球會史上第二十四個西甲冠軍，近八季六度於西甲封王。[23]

## 5月15日
- 2016年多明尼加共和國大選進行投票。[24]

## 5月17日
- 美國商務部宣佈提高自中國進口冷軋扁鋼關稅522%[25]。

## 5月18日
- 伊拉克總理海德尔·阿巴迪宣佈政府軍從伊斯蘭國手中收復西部城鎮魯特拜。[26]

## 5月19日
- 埃及航空804号班机在地中海東部上空失去聯絡。[27]

## 5月20日
- 蔡英文就任中華民國第1位女性國家元首[28]。

## 5月22日
- 2016年奧地利總統選舉進行第2輪投票。[29]
- 塔吉克斯坦舉行公民投票，決定是否立法禁止帶宗教背景的政黨等事項。[30]
- 越南舉行國會代表及地方各級議會代表選舉。[31]
- 阿富汗官員表示塔利班首領阿赫塔尔·曼苏尔於5月21日被美軍無人機炸死，不過塔利班方面否認曼蘇爾已死。[32]
- 第69屆坎城影展競賽片得獎名單揭曉，英國導演肯·洛區以《我是布萊克》二度獲得金棕櫚獎。[33]
- 美國總統展開對越南3日訪問[34]，並在次日（23日）宣佈解除對越南武器禁運[35]。

## 5月23日
- 敘利亞城市塔尔图斯和杰卜莱發生多宗自殺式炸彈和汽車炸彈襲擊，至少78人喪生，伊斯兰国聲稱是其所為。[36]
- 也門城市亞丁發生兩宗炸彈襲擊，至少40人喪生，伊斯兰国聲稱是其所為。[37]

## 5月25日
- 阿富汗塔利班確認前首領阿赫塔尔·曼苏尔的死訊，並宣佈哈巴图拉·阿洪扎达為新首領。[38]

## 5月26日
- 美國在賓州一位病人尿液檢體的大腸桿菌中發現對粘桿菌素有抗藥性的基因mcr-1。粘桿菌素為抗生素中的最後一線藥物，而該基因可能在不同菌種中迅速傳播，進而讓能抵抗其他抗生素的病菌也對粘桿菌素產生抗藥性[39]。
- 为期两天的在日本三重县志摩市召开。[40]

## 5月28日
- 伊斯兰国武裝分子攻入由其他反對派控制的敘利亞北部城鎮馬里亞（英语：Mare'）。5月27日及28日的戰鬥已造成數十人喪生。[41]